# IC 1902
IC 1902 — галактика типу S0-a (спіральна галактика) у сузір'ї Персей.
Цей об'єкт міститься в оригінальній редакції індексного каталогу.